# Сенат, Кай
Кай Ка́рло Се́нат III (англ. Kai Carlo Cenat III; род. 16 декабря 2001, Бронкс, Нью-Йорк, Нью-Йорк, США) — американский Twitch-стример и ютубер, специализирующийся на комедийных прямых трансляциях и видеороликах. Дважды побеждал в номинации «Стример года» на церемонии вручения премии The Streamer Awards в 2023 и 2024 году.

## Биография

### Ранняя жизнь
Родился 16 декабря 2001 года в Нью-Йорке, в семье выходцев с Карибских островов. Его мать родом из Тринидад и Тобаго, а отец — с Гаити. Сенат воспитывался матерью вместе с тремя другими братьями и сестрами: сестрой-близнецом по имени Кайа, старшим братом по имени Девонт и младшим братом по имени Калил.
Посещал академию Фредерика Дугласа для получения среднего образования. Окончил среднюю школу в 2019 году и вскоре после этого поступил в Государственный университет Нью-Йорка в Моррисвилле, чтобы изучать бизнес-администрирование. Бросил учёбу в 2020 году, так как ему стало трудно совмещать учёбу и создание контента.

### Карьера
Загрузил своё первое видео на YouTube 13 января 2018 года. Первые видео были посвящены пранкам и испытаниям. Вскоре его заметил ютубер Fanum и пригласил Сената в коллектив Any Means Possible. С февраля 2021 также начал регулярно стримить на Twitch.
В 2022 году Сенат начал приглашать на свои трансляции знаменитых гостей, таких как Бобби Шмурда, Lil Baby, 21 Savage и так далее, которые помогли ему получить самую высокую на тот момент аудиторию — 283 245 одновременных зрителей на пике трансляции.
8 мая 2022 года Сенат выпустил свой дебютный сингл «Bustdown Rollie Avalanche» с NLE Choppa. Также сыграл роль в клипе на песню Polo G «Distraction», который в июне 2022 года.
В октябре 2022 года Сенат был номинирован на 12-ю премию Streamy Awards в категориях «Стример года» и «Прорывной стример», выиграв первую в декабре.
31 января 2023 года Сенат начал месячный марафон стримов. 28 февраля 2023 года он стал самым популярным стримером на Twitch всех времен на тот момент, достигнув 306 621 подписок на пике. 11 марта 2023 года Сенат получил награду «Стример года» на церемонии вручения The Streamer Awards 2023.
В сентябре 2023 года Сенат вместе с Fanum снялись в клипе на сингл Offset «Fan». 14 декабря 2023 года Ники Минаж появилась на стриме Сената, что побило его предыдущий рекорд по количеству просмотров на 40 000 человек, в результате чего число одновременных зрителей составило 348 593.
8 февраля 2024 года на прямой трансляции Сенат объявил, что он официально сотрудничает с Nike, заявив: «Я хотел бы объявить, что мы официально являемся частью семьи Nike». Он стал первым стримером, подписавшим контракт с компанией. 17 февраля 2024 года Сенат выиграл награды «Стример года» и «Лучший стример Just Chatting» на церемонии вручения наград премии The Streamer Awards 2024. Он также был номинирован на «Лучшее транслируемое мероприятие» на той же церемонии.

## Проблемы с законом
4 августа 2023 года Cenat объявил о раздаче консолей PlayStation 5 и подарочных карт на Юнион-сквер в Манхэттене с Twitch-стримером Fanum. Тысячи его подписчиков появились на импровизированном мероприятии, которое вскоре вышло из-под контроля и переросло в беспорядки. Полицейское управление Нью-Йорка мобилизовало силы в этом районе, когда большая группа людей ворвалась в Best Buy и другие предприятия в этом районе. Сенат был арестован полицией Нью-Йорка за подстрекательство к гражданским беспорядкам; полиция также произвела 65 других арестов. Позже полиция Нью-Йорка предъявила ему обвинения в беспорядках первой степени, подстрекательстве к беспорядкам и незаконном собрании. В мае того же года окружной прокурор Манхэттена Элвин Брэгг снял обвинения с Сената, Дензела Денниса и Муктара Дина в обмен на извинения и 57 000 долларов США в качестве возмещения ущерба.

## Культурное влияние
Сенату приписывают популяризацию вирусных интернет-сленговых слов, таких как «rizz», которое происходит от «charisma» и определяется как «стиль, обаяние или привлекательность» и «gyat», перестановка «goddamn», которая используется по отношению к человеку с выдающимися ягодицами. Oxford University Press назвало «rizz» словом года на 2023 год, а «gyat» был номинирован на премию Американского диалектного общества как «Слово года 2023».

## Награды и номинации
| Год  | Награда             | Результат | Категория                    |
| ---- | ------------------- | --------- | ---------------------------- |
| 2022 | Streamy Awards      | Победа    | Стример года                 |
| 2022 | Streamy Awards      | Номинация | Прорыв года                  |
| 2023 | The Streamer Awards | Победа    | Стример года                 |
| 2023 | The Esports Awards  | Номинация | Стример года                 |
| 2024 | The Streamer Awards | Победа    | Стример года                 |
| 2024 | The Streamer Awards | Победа    | Лучший стример Just Chatting |
| 2024 | The Streamer Awards | Номинация | Лучшее транслируемое событие |
| 2024 | Kids’ Choice Awards | Победа    | Любимый геймер               |

## Дискография

### Синглы
- 2022 — Bustdown Rollie Avalanche
- 2023 — Dogs (совместно с IShowSpeed)